# Nuno Santos (cầu thủ bóng đá, sinh 1999)
Nuno Miguel Valente Santos (sinh ngày 2 tháng 3 năm 1999) là một cầu thủ bóng đá người Bồ Đào Nha thi đấu cho Benfica B ở LigaPro ở vị trí tiền vệ.

## Danh hiệu
Benfica
- Campeonato Nacional de Juniores: 2017–18